# 帕皮爾尼亞 (特諾皮爾州)
49°8′20″N 25°46′37″E / 49.13889°N 25.77694°E
帕皮爾尼亞（羅馬化：Papirnia）是烏克蘭的村落，位於該國西部捷爾諾波爾州，由捷尔诺波尔区負責管轄，始建於1765年，面積1.41平方公里，2001年人口269，人口密度每平方公里190.5人。